# ويلمر فلوريس
ويلمر فلوريس (بالإسبانية: Wilmer Flores)‏ هو لاعب كرة قاعدة فنزويلي، ولد في 6 أغسطس 1991 في بلنسية في فنزويلا.

## وصلات خارجية
- ويلمر فلوريس على موقع دوري كرة القاعدة الرئيسي (الإنجليزية)
- ويلمر فلوريس على موقعبيزبول رفرنس.كوم (الدوري الرئيسي) (الإنجليزية)
- ويلمر فلوريس على موقعبيزبول رفرنس.كوم (الدوري الثانوي) (الإنجليزية)
- ويلمر فلوريس على موقع إي إس بي إن.كوم (أم.أل.بي) (الإنجليزية)
- ويلمر فلوريس على موقع مشجعي الرسوم البيانية (الإنجليزية)